# Битва на Косовом поле (фильм)
«Битва на Косовом поле» (серб. Бој на Косову) — югославский исторический художественный фильм, посвящённый 600-летней годовщине битвы на Косовом поле.

## Сюжет
Действие фильма происходит в 1389 году. Османское войско под предводительством султана Мурада I наступает на Сербию. Сербский князь Лазарь Хребелянович отказывается подчиниться султану и решает принять бой.
Среди сербских вельмож нет единства. Часть готова принять бой, другая часть колеблется — они хотят сохранить свою власть, даже ценой подчинения туркам.
Сербское войско отправляется на Косово поле. В кровопролитной битве, которая не выявила победителей. В бою погибла большая часть сражавшихся армий и оба предводителя: Лазарь, попавший в плен и затем казнённый, и Мурад I.
Сербское государство, вскоре попало под власть турок, а Европа, спасённая от нашествия османов жизнями сербских воинов, продолжила развитие. Косовская битва сыграла важную роль в сербском национальном самосознании, истории и фольклоре.

## В ролях
- Милош Жутич — сербский князь Лазарь Хребелянович
- Горица Попович — княгиня Милица Сербская
- Люба Тадич — султан Мурад I
- Воислав Брайович — Вук Бранкович
- Жарко Лаушевич — Милош Обилич
- Бранислав Лечич — Баязид I
- Марко Бачевич — Якуб Челебия
- Катарина Гойкович — косовская девушка
- Светозар Цветкович — Милан Топлица
- Милан Гутович — Иван Косанчич
- Велимир Живоинович — серб Хамза
- Власта Велисавьевич — крестьянин
- Богдан Диклич — Левчанин
- Миодраг Радованович — патриарх Спиридон
- Милутин Караджич — стражник
- Милена Дравич — Велислава
- Петар Краль — Воиша
- Неда Арнерич — Рыбачка
- Неманы Станишич — Стефан Лазаревич

## Съёмочная группа
- Режиссёр — Здравко Шотра
- Сценарий — Любомир Симович
- Композитор — Душан Каруович
- Художник-постановщик — Миленко Еремич, Александар Милович
- Монтаж — Лилиана Лана Вукобратович